# Ede Virágh-Ebner
Ede Virágh-Ebner (* 12. August 1912 in Budapest; † 22. Oktober 1951 in Thessaloniki) war ein ungarischer Ringer und US-amerikanischer Wrestler. Er wurde 1935 Europameister der Amateure im freien Stil und als Wrestler mehrmals Weltmeister der National Wrestling Alliance (Kansas).

## Werdegang
Ede Virágh, als Eduard Ebner 1912 in Budapest geboren, gehörte als Amateur dem Magyar-Athletik-Club (MAC) Budapest an. 1935 wurde er ungarischer Meister in beiden Stilarten (freier Stil und griechisch-römischer Stil) im Halbschwergewicht. Bereits 1934 war er in Stockholm in der gleichen Gewichtsklasse Vize-Europameister im freien Stil geworden. Im Finale unterlag er dort dem Schweden Knut Fridell.
1935 startete er in Kopenhagen bei der Europameisterschaft im griechisch-römischen Stil wieder im Halbschwergewicht, verlor dort aber beide Kämpfe, die er bestritt und kam nur auf den 7. Platz. Umso besser trat er bei der Europameisterschaft im freien Stil in Brüssel auf. Er besiegte dort im Halbschwergewicht Fabio del Genovese, Italien, Émile Poilvé, Frankreich, Axel Cadier, Schweden, Paul Dätwyler, Schweiz und Hubert Prokop, Tschechoslowakei und wurde in überlegenem Stil Europameister.
1936 vertrat Ede Viragh-Ebner Ungarn bei den Olympischen Spielen 1936 in Berlin. Er startete dort im freien Stil und wieder im Halbschwergewicht. In seinem ersten Kampf besiegte er Matti Lahti, Finnland, unterlag dann aber gegen August Neo aus Estland und Knut Fridell und erreichte nur den 7. Platz. 
Nach dieser Enttäuschung unterschrieb er am 9. Oktober 1936 in Budapest einen Profi-Vertrag.

## Erfolge als Amateurringer
| Jahr | Platz | Wettbewerb               | Stil | Gewichtsklasse | Ergebnisse |
| 1934 | 2.    | EM in Stockholm          | F    | Halbschwer     | nach Siegen über Stanley Bissell, Vereinigtes Königreich und Karl Engelhardt, Deutschland und einer Niederlage gegen Knut Fridell, Schweden     |
| 1935 | 1.    | Ungarische Meisterschaft | GR   | Halbschwer     | |
| 1935 | 7.    | EM in Kopenhagen         | GR   | Halbschwer     | nach Niederlagen gegen Axel Cadier, Schweden und August Neo, Estland                                                                            |
| 1935 | 1.    | Ungarische Meisterschaft | F    | Halbschwer     | |
| 1935 | 1.    | EM in Brüssel            | F    | Halbschwer     | nach Siegen über Fabio del Genovese, Italien, Emile Poilvé, Frankreich, Axel Cadier, Paul Dätwyler, Schweiz und Hubert Prokop, Tschechoslowakei |
| 1936 | 7.    | OS in Berlin             | F    | Halbschwer     | nach einem Sieg über Matti Lahti, Finnland und Niederlagen gegen August Neo und Knut Fridell                                                    |

Erläuterungen
- OS = Olympische Spiele, WM = Weltmeisterschaft, EM = Europameisterschaft
- F = freier Stil, GR = griechisch-römischer Stil
- Halbschwergewicht, Gewichtsklasse bis 87 kg Körpergewicht

## Karriere als "Wrestler"
Ede Virágh-Ebner ging Anfang 1937 in die Vereinigten Staaten und wurde in Wichita (Kansas) ansässig. In Amerika nannte er sich meist Ed Virag, aber auch Eddie Virag oder Ed Viragh. Er startete für die National Wrestling Alliance (NWA). Seinen ersten Kampf bestritt er am 8. März 1937 in New York und besiegte dabei Bobby Roberts. Insgesamt bestritt er als Wrestler über 300 Kämpfe. Er wog dabei meist zwischen 100 und 105 kg. Die Liste seiner prominenten Gegner, die er besiegte, ist lang. 1942 wurde er auch NWA-Weltmeister. Diesen Titel gewann er mehrmals. 1943/44 war er als Soldat in der US-Army Teilnehmer im Zweiten Weltkrieg. Während seiner Militär-Dienstzeit musste er den WM-Titel niederlegen.
1948 kehrte er nach Europa zurück und bestritt in der Schweiz, in Frankreich und in Deutschland noch viele Kämpfe. 1950 nahm er auch an der Weltmeisterschaft der Berufsringer in Zürich teil, konnte dort aber nur wenige Kämpfe gewinnen und blieb unplatziert. 1951 startete er auch noch bei einem Turnier in Hannover und besiegte dort Willi Müller.
Ed Virag ist tragischerweise schon im Oktober 1951 im Alter von nur 39 Jahren bei einem Verkehrsunfall in Thessaloniki ums Leben gekommen. 

## Wichtige Kämpfe von Ed Virag als "Wrestler"
| Datum      | Ort           | Titelkampf      | Ergebnis                               |
| 8.3.1937   | New York      | -               | Sieg über Bobby Roberts                |
| 22.3.1937  | New York      | -               | Sieg über John Gudiski                 |
| 15.9.1937  | New York      | -               | Sieg über Iwan Wachturoff              |
| 13.1.1938  | Santa Barbara | -               | Sieg über Abe Goldberg                 |
| 28.8.1939  | Detroit       | -               | Sieg über Alex Kasaboski               |
| 14.5.1940  | Greeley       | -               | Sieg über Walter Sirois                |
| 23.3.1942  | Wichita       | -               | Sieg über Frank Sexton                 |
| 28.4.1942  | Wichita       | NWA-Title       | Sieg über Roy Dunn                     |
| 4.5.1942   | Wichita       | NWA-World-Title | Sieg über Bobby Burns                  |
| 12.8.1942  | Topeka        | NWA-World-Title | Niederlage gegen John Grandovich       |
| 26.10.1942 | Wichita       | NWA-World-Title | Sieg über John Grandovich              |
| 28.9.1943  | Wichita       | -               | Sieg über Wladek Zbyszko               |
| 27.12.1943 | Wichita       | NWA-World-Title | Sieg über Jack Nasworthy               |
| 27.12.1945 | Columbus      | NWA-World-Title | Niederlage gegen John Pesek            |
| 9.1.1946   | St.Louis      | -               | Sieg über Ed Lewis                     |
| 29.4.1946  | Wichita       | -               | Niederlage gegen Roy Dunn              |
| 16.11.1946 | Wichita       | NWA-World-Title | Niederlage gegen Orville Brown         |
| 27.10.1948 | Zürich        | -               | Niederlage gegen Iwan "Jan" Martinsson |
| 28.11.1948 | Paris         | -               | Niederlage gegen Paul Berger           |
| 30.12.1948 | Minneapolis   | -               | Niederlage gegen Bronko Nagurski       |
| 13.4.1949  | Wichita       | NWA-World-Title | Unentschieden gegen Lou Thesz          |
| 7.2.1950   | Berlin        | -               | Niederlage gegen Kurt Zehe             |
| 28.5.1950  | Zürich        | -               | Niederlage gegen Axel Cadier           |
| 27.1.1951  | Hannover      | -               | Sieg über Willi Müller                 |